# CrowdOptic, Inc.
CrowdOptic es una compañía privada fundada en 2010 por Jon Fisher, Jeff Broderick, Doug Van Blaricom y Alex Malinovsky. Jon Fisher es el CEO de la compañía de San Francisco. CrowdOptic es conocida por su tecnología móvil que recolecta y analiza datos de cámaras de teléfonos inteligentes, basado hacia donde apuntan, para identificar áreas con alto interés. A partir de marzo de 2015, CrowdOptic continúa siendo la única solución patentada para anteojos como Google Glass.

## Historia
CrowdOptic fue fundada en 2010 por Jon Fisher, Jeff Broderick, Doug Van Blaricom y Alex Malinovsky. La compañía analiza datos de dispositivos móviles para identificar actividades concurrentes y conecta las grabaciones de Google Glass en vivo. La tecnología fue comercializada por primera vez en eventos deportivos profesionales y está siendo desarrollada para trabajadores de seguridad pública.
Los inversionistas de CrowdOptic incluyen a John Elway y Ronnie Lott. La compañía recaudó 5 millones en fondos.

## Aplicaciones de Google Glass
La compañía es un socio de certificado Google Glass. CrowdOptic desarrolló algoritmos los cuales dejaron a Google Glass grabar en vivo desde lugares como quirófanos o estadios deportivos.

### Deportes
En 2014, CrowdOptic se asoció con Sacramento Kings para desarrollar una vista alternativa de los juegos de basquetbol usando Google Glass. La compañía transmitió videos desde la perspectiva de los jugadores y porristas que usaban Google Glass en el Jumbotron. Esta tecnología también fue implementada durante los calentamientos del equipo de basquetbol de Stanford.
La compañía también se asoció con Indiana Pacers para usar la tecnología. La grabación fue transmitida gracias a los empleados del equipo que usaron Google Glass. CrowdOptic tiene acuerdos con las Águilas de Filadelfia, y Sony para SmartEyeGlass para usar la tecnología.
En agosto de 2014, CrowdOptic se asoció con la  International Speedway Corporation de NASCAR para transmitir en vivo carreras y detrás de escenas de Google Glass.

### Medicina
En junio de 2014, CrowdOptic anunció una asociación con la Universidad de California para transmitir procedimientos por la facultad de Cirugía Ortopédica en la Universidad de California. La compañía anunció en julio de 2014 que ProTransport-1, un proveedor de transporte médico con sede en California, instalaría Google Glass en sus ambulancias. Google Glass utiliza el software de CrowdOptic para enviar un video en vivo de la ambulancia al hospital destinado.
CrowdOptic también se asoció con la Stanford University Medical School. El software es usado para transmitir en vivo cirugías para doctores y estudiantes usando Google Glass. La Universidad de Stanford es dueño de los datos de la transmisión en vivo.

## Otras lecturas
- CNBC: "Google glass partner, CrowdOptic, gives sports fans a sideline view"
- "Wearable tech startup CrowdOptic ready for takeoff" by Ryan Martin